# Beaver megye (Utah)
Beaver megye az Amerikai Egyesült Államokban, azon belül Utah államban található. Megyeszékhelye és legnagyobb városa Beaver. Lakosainak száma 7072 fő (2020. április 1.). Beaver megye Lincoln, Millard, Iron, Sevier, Piute és Garfield megyékkel határos.

## Népesség
A megye népességének változása:
| Lakosok száma | 6639 | 6514 | 6480 | 6459 | 6354 | 7072 |
|               | 2010 | 2011 | 2012 | 2013 | 2015 | 2020 |